# Diaphorus lugubris
Diaphorus lugubris är en tvåvingeart som beskrevs av Friedrich Hermann Loew 1857. Diaphorus lugubris ingår i släktet Diaphorus och familjen styltflugor. Inga underarter finns listade i Catalogue of Life.